# Alicudi
Alicudi est une petite île volcanique de la mer Tyrrhénienne faisant partie de l'archipel des Îles Éoliennes, au nord de la Sicile.
Administrativement, Alicudi est sur le territoire de la commune de Lipari (province de Messine). L'ancien nom d'Alicudi était Ericusa (une variété particulière d'erica présente sur l'île).

## Situation
Alicudi est une petite île volcanique (5,1 km2) de forme conique. Elle est l'île la plus occidentale de l'archipel des îles Éoliennes. Son point culminant est le stratovolcan monte Fillo dell'Arpa qui culmine à 675 mètres d'altitude.

## Vie sur Alicudi

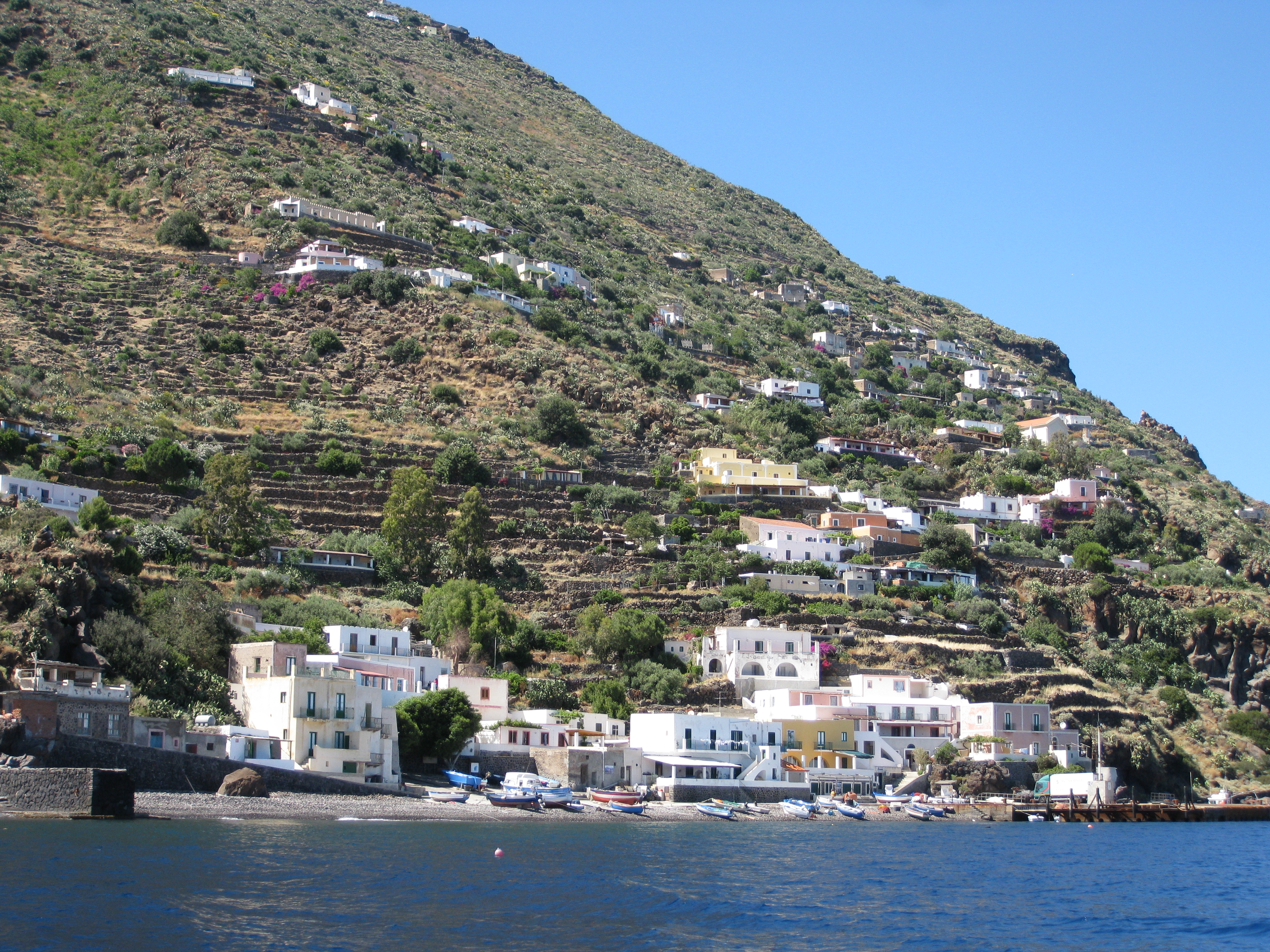
Le port d'Alicudi

Selon le recensement de 2001, 105 personnes vivent sur l'île, principalement au sud-est. Leur principale source de revenu est la pêche et l'agriculture traditionnelle pratiquée en terrasse. Il n'y a pas de réseau routier sur l'île et donc pas de voitures, les maisons sont reliées les unes aux autres à travers de vieux escaliers centenaires. Les mules sont utilisées comme moyen de transport. 
Depuis le début des années 2000, boucs et chèvres, retournés à l'état sauvage, proliférent dans l'ile, causant diverses nuisances à la population locale. 
Alicudi est à l'écart des zones touristiques : il n'y a qu'un seul hôtel et aucune plage de sable. L'île n'est branchée aux réseaux électrique et téléphonique que depuis les années 1990.

## Histoire
Le 8 janvier 1676, une bataille navale a opposé une flotte française à une flotte hollandaise dans les eaux d'Alicudi. En 1807, le roi Ferdinand IV crée le titre de comte d'Alicudi en faveur du diplomate espagnol Alonso de Rivero.

## Fiction
Dans la suite de romans Vango, de Timothée de Fombelle, le héros, Vango, passe une partie de son enfance sur l'île d'Alicudi, alors habitée par une petite communauté de moines dans un monastère caché.